# Littérature policière japonaise
 (mars 2021).
 (mars 2021).
La mise en forme du texte ne suit pas les recommandations de Wikipédia : il faut le « wikifier ».
Les points d'amélioration suivants sont les cas les plus fréquents. Le détail des points à revoir est peut-être précisé sur la page de discussion.
- Les titres sont pré-formatés par le logiciel. Ils ne sont ni en capitales, ni en gras.
- Le texte ne doit pas être écrit en capitales (les noms de famille non plus), ni en gras, ni en italique, ni en « petit »…
- Le gras n'est utilisé que pour surligner le titre de l'article dans l'introduction, une seule fois.
- L'italique est rarement utilisé : mots en langue étrangère, titres d'œuvres, noms de bateaux, etc.
- Les citations ne sont pas en italique mais en corps de texte normal. Elles sont entourées par des guillemets français : « et ».
- Les listes à puces sont à éviter, des paragraphes rédigés étant largement préférés. Les tableaux sont à réserver à la présentation de données structurées (résultats, etc.).
- Les appels de note de bas de page (petits chiffres en exposant, introduits par l'outil «  Source ») sont à placer entre la fin de phrase et le point final[comme ça].
- Les liens internes (vers d'autres articles de Wikipédia) sont à choisir avec parcimonie. Créez des liens vers des articles approfondissant le sujet. Les termes génériques sans rapport avec le sujet sont à éviter, ainsi que les répétitions de liens vers un même terme.
- Les liens externes sont à placer uniquement dans une section « Liens externes », à la fin de l'article. Ces liens sont à choisir avec parcimonie suivant les règles définies. Si un lien sert de source à l'article, son insertion dans le texte est à faire par les notes de bas de page.
- La présentation des références doit suivre les conventions bibliographiques. Il est recommandé d'utiliser les modèles {{Ouvrage}}, {{Chapitre}}, {{Article}}, {{Lien web}} et/ou {{Bibliographie}}. Le mode d'édition visuel peut mettre en forme automatiquement les références.
- Insérer une infobox (cadre d'informations à droite) n'est pas obligatoire pour parachever la mise en page.

Pour une aide détaillée, merci de consulter Aide:Wikification.
Si vous pensez que ces points ont été résolus, vous pouvez retirer ce bandeau et améliorer la mise en forme d'un autre article.
La littérature policière japonaise (推理小説, suiri shōsetsu, de sa traduction littérale « roman policier ») est un genre populaire de la littérature japonaise.

## Histoire

### Nom
Lorsque la fiction policière occidentale s'est répandue au Japon, un nouveau genre appelé roman de détective (tantei shōsetsu, 探偵小説) s'est développé dans la littérature japonaise. 
Après la Seconde Guerre mondiale, le genre est renommé en roman de déduction (suiri shōsetsu, 推理小説), même s'il inclut aussi bien les fictions non-policières. On[Qui ?] peut expliquer ce changement par la volonté de faire une coupure entre le roman policier japonais d'avant guerre et celui d'après guerre, avec l'effondrement de l'État japonais et la démocratisation. Mais on peut aussi l'expliquer par des problèmes d'écriture : n'étant plus au programme à l'école, on ne pouvait plus utiliser un des caractères chinois utilisé dans tantei shōsetsu, et le terme fut donc modifié.    
Actuellement, on parle de plus en plus de misuteri (terme calqué sur l'anglais), qui regroupe un grand nombre de types de romans policiers mais, comme pour le terme précédant, inclut aussi des romans non-policiers,.

### Développement
Au Japon, le roman policier a deux provenances : 
- Il y a tout d'abord une origine assez ancienne, avec la traduction en japonais de récits chinois où l'intrigue comportera principalement des crimes et des enquêtes.

- La seconde origine viendra avec la restauration de Meiji, couvrant à la fois la fin de l'époque Edo et le début de l'Ere Meiji, durant la seconde moitié du XIXe siècle. Elle conduira à d'énormes changements dans la politique du Japon et sa construction sociale, mais contribuera surtout à son ouverture sur l'Occident, qui entrainera au Japon de nouvelles cultures et écrits. Les Japonais vont alors s'intéresser aux récits (européens pour la plupart), comportant des crimes pour les traduire, non pas dans un but purement littéraire, mais plutôt factuel, loin du roman policier, pour s'informer sur les manières de procéder des Européens pour résoudre des enquêtes ou le déroulement des procès.

Le roman policier a donc été instauré par une très grande période de traduction, et ce n'est que dans un second temps que ces textes seront lus pour le plaisir et non plus dans une volonté de s'instruire.   
Kuroiwa Shūroku est le premier journaliste à transmettre le roman policier de l'occident au Japon, avec ses articles et traductions prolifiques.  
À la fin du XIXe siècle, le roman policier japonais est très à la mode, à tel point que les Japonais vont se sentir saturés et passer à autre chose, tant et si bien que le roman policier tombe dans l'oubli. 
Ce n'est que dans les années 1910 qu'il revient à la mode avec trois écrivains majeurs du XXe siècle : Junichiro Tanizaki, Haruo Satō et Ryunosuke Akutagawa (principalement connu pour sa nouvelle Rashōmon, adapté en film en 1950) dans l'objectif d'agir en contrepouvoir envers le Naturalisme jugé plat et banal, en apportant quelque chose de plus vivant, grâce à l'utilisation des techniques du roman policier (le suspense, par exemple).  
Dans un autre registre, on retrouve un genre à part : le Torimonocho, que l'on pourrait apparenter au roman policier historique, faisant cependant intervenir des fantômes, et souvent construits sur des bases de récits occidentaux. Son plus grand représentant est Kidō Okamoto. 
Dans les années 1920, le roman policier atteindra son apogée et deviendra tel qu'on le connait aujourd'hui, en passant par la publication de feuilletons en revue. Des revues spécialisées uniquement sur les romans policiers japonais vont aussi apparaître, mais c'est surtout avec la revue Shinseinen (新青年, le jeune homme moderne) que le roman policier va être relancé, à tel point que tous les écrivains de roman policier du Japon vont y passer pour présenter leur première œuvre.        
Au Japon, le roman policier va avoir beaucoup de mal à se définir, aussi bien pendant la période avant guerre qu'actuellement ; il vient d'Occident et a en même temps une influence chinoise, et c'est ce qui fera naître des débats importants au sein des auteurs japonais des années 1920 et 1930 qui veulent acclimater le roman policier au Japon. 
Ces débats vont porter sur deux types de romans policiers. D'un côté, le roman de détective dit « malsain » (fukuzen, 不健全) ou « hétérodoxe » (henkaku tanteishōsetsu), dont l'objectif est de faire peur au lecteur, où l'on hésite pas à faire intervenir des éléments gores, fantastiques ou érotiques, en allant très loin dans ce que permettait la censure à cette époque. De l'autre côté, le roman de détective dit « sain » (kenzen, 健全) ou « orthodoxe » (honkaku tanteishōsetsu) qui se base uniquement sur des faits rationnels, sans faire appel à des éléments dérangeants ou fantastiques.
Edogawa Ranpo, un écrivain de romans policiers qui acquiert sa notoriété dans les années 1920, lorsque le roman policier revient au goût du jour, fonde le 21 juin 1947 le Club des écrivains de romans policiers (探偵作家クラブ, Tantei Sakka Kurabu), plus connu aujourd'hui sous le nom de écrivains de romans policiers (日本推理作家協会, Nihon Suiri Sakka Kyōkai).         

## Auteurs japonais de romans policiers

### Pionniers
- Rūiko Kuroiwa (en) (1862–1920)
- Kidō Okamoto (1872–1939)
- Teruko Okura (1886–1960)
- Kyūsaku Yumeno (1889–1936)
- Fuboku Kosakai (1890–1929)
- Saburo Koga (1893–1945)
- Edogawa Rampo (1894–1965)
- Udaru Oshita (1896–1966)
- Takataro Kigi (1897–1969)
- Jūza Unno (1897–1949)
- Kaitarō Hasegawa (1900–1935)
- Keisuke Watanabe (1901–2002)
- Mushitaro Oguri (1901–1946)
- Jūran Hisao (1902–1957)
- Seishi Yokomizo (1902–1981)
- On Watanabe (1902–1930)
- Kikuo Tsunoda (1906–1994)
- Yu Aoi (1909–1975)
- Keikichi Ōsaka (1912–1945)

### Écrivains ayant débuté à la fin des années 1940
- Ango Sakaguchi (1906–1955)
- Tetsuya Ayukawa (1919–2002)
- Akimitsu Takagi (1920–1995)
- Fūtarō Yamada (1922–2001)

### Écrivains ayant débuté à la fin des années 1950
- Seichō Matsumoto (1909–1992)
- Eisuke Nakazono (1920–2002)
- Toshiyuki Kajiyama (1930–1975)
- Tensei Kōno (1935–2012)

### Écrivains ayant débuté dans les années 1960
- Tsutomu Minakami (1919–2004)
- Shunshin Chin (1924)
- Kyōtarō Nishimura (1930)
- Masaki Tsuji (1932)
- Seiichi Morimura (1933)
- Sakae Saitō (1933)
- Masako Togawa (1933-2016)
- Yasutaka Tsutsui (1934)

### Écrivains ayant débuté dans les années 1970
- Tsumao Awasaka (1933–2009)
- Kenzō Kitakata  (1947)
- Jirō Akagawa (1948)
- Masaki Yamada (1950)
- Joh Sasaki (1950)
- Toshihiko Yahagi (1950)
- Atsunori Tomatsu  (1952)
- Kaoru Kurimoto (1953–2009)
- Arimasa Osawa (1956)

### Écrivains ayant débuté dans les années 1980
- Kōshi Kurumizawa (1925–1994)
- Go Osaka (1943)
- Katsuhiko Takahashi (1947)
- Soji Shimada (1948)
- Kaoru Kitamura (1949)
- Yoshinaga Fujita (1950)

- Motohiko Izawa (1954)
- Hikaru Okuizumi (1956)
- Keigo Higashino (1958)
- Alice Arisugawa (1959)
- Asa Nonami (1960)
- Miyuki Miyabe (1960)
- Yukito Ayatsuji (1960)
- Fuyumi Ono (1960)
- Shogo Utano  (1961)
- Rintaro Norizuki (1964)

### Écrivains ayant débuté dans les années 1990
- Tetsuo Takashima (1949)
- Natsuo Kirino (1951)
- Kaoru Takamura (1953)
- Bin Konno (1955)
- Setsuko Shinoda (1955)
- Naomi Azuma (1956)
- Hiroshi Mori (1957)
- Hideo Yokoyama (1957)
- Taku Ashibe (1958)
- Yusuke Kishi (1959)
- Hideo Okuda (1959)
- Ira Ishida (1960)
- Arata Tendo (1960)
- Hisashi Nozawa (1960–2004)
- Yuichi Shimpo (1961)
- Natsuhiko Kyogoku (1963)
- Kurumi Inui (1963)
- Seishu Hase (1965)

## Manga policiers
- Détective Conan, (créé par Gōshō Aoyama)[5]

- Les Enquêtes de Kindaichi (écrit par Yōzaburō Kanari et dessiné par Fumiya Satō)

- Q.E.D. (en) (créé par  Motohiro Katou)

- Détective Academie Q (écrit par Seimaru Amagi et dessiné par Fumiya Satō)